# Carlia longipes
Espèce
Synonymes
- Heteropus longipes Macleay, 1877
- Heteropus cheverti Macleay, 1877
- Leiolopisma fuscum Mitchell, 1953

Carlia longipes est une espèce de sauriens de la famille des Scincidae.

## Répartition
Cette espèce est endémique du nord-est du Queensland en Australie.

## Publication originale
- Macleay, 1877 : The lizards of the Chevert Expedition. Proceedings of the Linnean Society of New South Wales, vol. 2, p. 60-69 & 97-104 (texte intégral).